# Борковка (Черниговская область)
Борко́вка (укр. Бірківка) — село в Менском районе Черниговской области Украины. Население 588 человек. Занимает площадь 2,86 км².
Код КОАТУУ: 7423081501. Почтовый индекс: 15674. Телефонный код: +380 4644.

## История
Коронному полковнику Анжею-Касперу Дунину в 1638 году король Владислав IV пожаловал село Борковка в Черниговском воеводстве (в 1648 году село перешло под юрисдикцию Борзненской сотни Черниговского полка). Согласно грамоте царя Алексея Михайловича, выданой 28 сентября 1674 «Войсковому товарищу В. Борковскому на право владения селом Борковской сотни», село Борковка, которая в то время насчитывала 45 дворов, стала вотчиной Дуниных-Борковских. По ревизии 1801 года в селе было 308 «мужеска полу» плательшиков подати. Административно входило в состав Сосницкого уезда Черниговской губернии.
17 июля 2020 года в результате административно-территориальной реформы село в состав Менской городской общины Корюковского района Черниговской области.

## Известные жители и уроженцы
- Прищепа, Иван Кузьмич (1918 —2008) — Герой Социалистического Труда.